# إليزابيث غان (مؤلفة)
إليزابيث غان (بالإنجليزية: Elizabeth Gunn)‏ (1927)؛ كاتِبة وروائية أمريكية.